# Булатов Ерік Володимирович
Е́рік Володи́мирович Була́тов (рос. Эрик Владимирович Булатов; нар. 5 вересня 1933, Свердловськ)  — радянський і російський художник,один із засновників художнього жанру соц-арт.

## Життєпис
Народився у 1933 році в місті Свердловськ.
У 1958 році закінчив Московський державний академічний художній інститут імені В.І. Сурикова.
У 1988 році в місті Москва відбулася перша художня виставка Булатова.
З 1959 року працював художником книги у дитячому видавництві «Детгиз».
У 1988 році відбулася перша персональна виставка художника у  місті Цюрих, Швейцарія.
Живе у Москві та Парижі.

## Нагороди
- 1988 – Майстер року, Венеційська бієнале.
- 1997 – Премія у розділі «Влада». Бієнале у Кванджу .
- 2012 – Премія «Інновація», номінація «За творчий внесок у розвиток сучасного мистецтва».
- 2014 – Орден Дружби .
- 2015 – Орден Мистецтв і літератури.